# Roberto Firmino
Roberto Firmino, pseudonimo di Roberto Firmino Barbosa de Oliveira (Maceió, 2 ottobre 1991), è un calciatore e pastore protestante brasiliano, attaccante dell'Al-Sadd. Con la nazionale brasiliana è diventato campione del Sud America nel 2019.

## Caratteristiche tecniche
Il suo ruolo è quello di centravanti, ma la sua duttilità gli consente di essere schierato anche come seconda punta o trequartista. Giocatore molto tecnico, è di piede destro ma sa disimpegnarsi anche con il sinistro. Dotato di buon fiuto del gol, al quale affianca una grande intelligenza e capacità di muoversi nei giusti spazi e tempi. È bravo anche in pressing, a eludere gli avversari tramite finte, oltre ad avere una buona visione di gioco per fornire assist ai compagni. L'atipico ruolo del "falso 9" gli si addice particolarmente, in quanto esalta la sua abilità negli scambi stretti e negli assist in profondità per i compagni.

## Carriera

### Club

#### Figueirense
Nel 2008 viene aggregato al settore giovanile della squadra brasiliana della Figueirense. Dopo essere stato scartato, nel 2009, dagli osservatori francesi dell'Olympique Marseille durante uno stage, riesce a ottenere due presenze con la sua squadra alla fine della stagione. L'anno dopo, invece, ottiene 36 presenze per un totale di 8 reti segnate.

#### Hoffenheim
Nella sessione invernale di mercato della stagione 2010-11, Roberto Firmino passa all'Hoffenheim per circa 4 milioni di euro dopo essere stato scoperto su Football Manager dagli scout del club tedesco. In questa seconda parte della stagione Firmino raccoglie 11 presenze e mette a segno 3 gol. Nel 2011-2012 la sua prima rete in campionato arriva il 27 agosto 2011, nella partita contro il Werder Brema persa 2-1. La sua prima doppietta con la maglia dell'Hoffenheim avviene invece nella gara vinta 3-1 contro il Wolfsburg del 17 settembre. Alla fine della stagione centra l'obiettivo salvezza con la sua squadra, collezionando, tra campionato e coppa, 33 presenze e 7 gol.
Nella stagione 2012-2013 segna, nella gara contro il Borussia Mönchengladbach, il gol del momentaneo 1-1 (partita poi finita 2-1 per gli avversari) grazie a un colpo di testa. Continua a segnare altre reti nel resto della stagione, ma alla fine della stessa l'Hoffenheim dovrà giocare e vincere lo spareggio contro il Kaiserslautern per rimanere in massima divisione. Nella gara di andata dello spareggio Roberto Firmino mette in mostra tutto il suo talento siglando una doppietta, risultando decisivo per il 3-1 finale. La sua squadra riesce così a salvarsi vincendo anche la gara di ritorno 2-1. Conclude la stagione con 7 reti segnate.
Nel 2013-2014 esordisce in campionato nella gara pareggiata 2-2 con il Norimberga. Il 17 agosto 2013 mette a segno una doppietta nella sfida vinta 5-1 dalla sua squadra contro l'Amburgo. In questa stagione dimostra di aver trovato maggior feeling col gol rispetto agli anni precedenti, riuscendo anche a segnare contro squadre del calibro di Borussia Dortmund e Schalke 04. A marzo 2014, Firmino rinnova con l'Hoffenheim, prolungando il contratto fino al 2017. Conclude la stagione con 22 reti totali tra campionato e Coppa di Germania.

#### Liverpool
Il 24 giugno 2015 viene acquistato dal Liverpool per 41 milioni di euro. La sua prima presenza la trova alla prima giornata di campionato nella vittoria per 1-0 sul campo dello Stoke City. Dopo un inizio di campionato difficile si riscatta completamente quando arriva sulla panchina dei Reds il tecnico tedesco Jürgen Klopp. Trova il primo gol con la maglia inglese il 21 novembre 2015 nella gara vinta 4-1 in casa del Manchester City, dove regala anche due assist. Il 22 ottobre 2015 trova la prima presenza in una competizione europea, l'Europa League, nella partita pareggiata 1-1 in casa contro il Rubin Kazan, mentre il 10 marzo 2016 trova il primo gol a livello europeo nella gara vinta 2-0 in casa contro il Manchester United, valida per gli ottavi di finale. Il 5 maggio, nella partita vinta 3-0 contro il Villarreal, provoca l'autogol di Bruno Soriano e regala l'assist al compagno Sturridge per il momentaneo 2-0. Il Liverpool ottiene così il pass per la finale dove incontrerà il Siviglia; gli andalusi hanno però la meglio sui Reds battendoli 3-1.

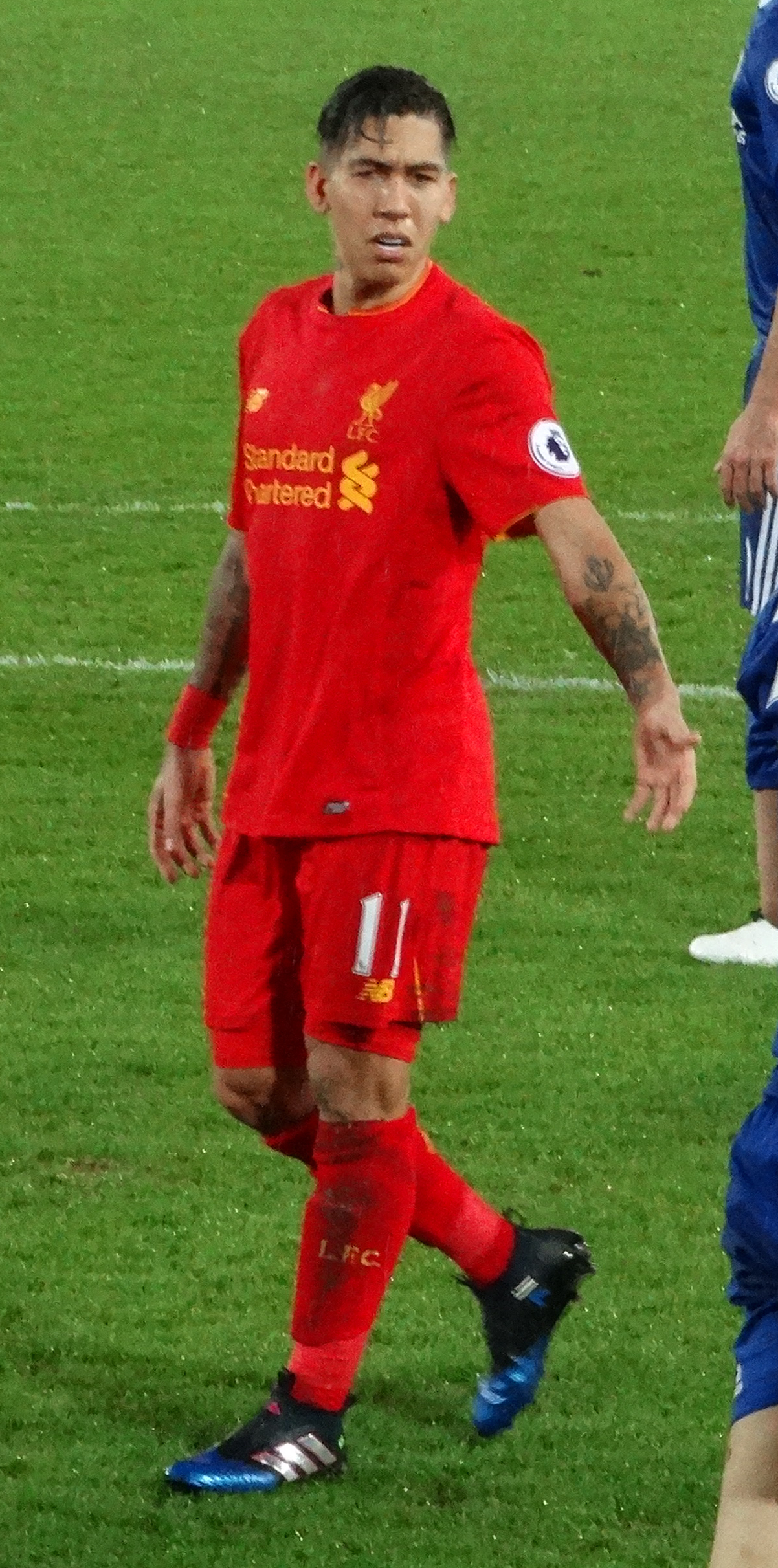
Firmino nel 2017

La prima presenza nella nuova stagione la trova nel big match della prima giornata vinta per 4-3 in trasferta contro l'Arsenal. Il 23 agosto 2016 trova il primo gol stagionale nella partita di Football League Cup vinta 5-0 sul campo del Burton Albion. Il 10 settembre arriva la prima doppietta stagionale, nonché i primi gol della stagione, nella gara vinta 4-1 in casa contro i campioni d'Inghilterra del Leicester City. Alla 10ª giornata di Premier League ha già segnato 4 gol: alle 2 reti contro il Leicester City, seguono quelle contro Swansea City e Crystal Palace. Il 6 novembre 2016 segna il quinto gol in Premier League, il sesto stagionale, nella vittoria per 6-1 contro il Watford valevole per il primo posto momentaneo in classifica. Dopo questa rete ha un'astinenza a livello realizzativo, interrotta in occasione nella vittoria per 4-1 in casa contro lo Stoke City, arrivata durante il classico boxing day della Premier League. Va a segno in altre 5 occasioni in stagione (da segnalare una doppietta allo Swansea City, contribuendo al ritorno del club in Champions League a fine anno.
L'anno successivo si rivela molto prolifico, e il 26 maggio 2018 gioca la sua prima finale di UEFA Champions League, persa per 3-1 a Kiev contro il Real Madrid, che diventa così la prima squadra a vincere tre coppe consecutive in questa competizione. In stagione ha collezionato 27 reti, di cui 15 in campionato e 11 in Champions League (in quest'ultima competizione vanno segnalate una doppietta al Siviglia, un goal nel ritorno dei quarti contro il Manchester City, e una doppietta nell'andata delle semifinali alla Roma).
Nella stagione 2018-2019 Il 29 dicembre realizza una tripletta in campionato a danno dell'Arsenal consente a Firmino di diventare il miglior marcatore brasiliano di sempre della Premier League, superando il suo ex-compagno di squadra Philippe Coutinho. A fine anno il Liverpool conclude in campionato al secondo posto per un punto, con il punteggio record di 97 punti, e si aggiudica la Champions contro il Tottenham.
A fine 2019 risulta determinante nella conquista della Coppa del mondo per club FIFA da parte della sua squadra: entrato nel secondo tempo della semifinale, segna nei minuti di recupero in gol con cui il Liverpool supera il Monterrey, e pochi giorni dopo decide la gara finale (contro il Flamengo) con un gol durante il primo tempo supplementare.
Nel marzo del 2023, il Liverpool annuncia l'addio di Firmino al termine della stagione, non avendo trovato un accordo per il rinnovo del contratto: l'attaccante brasiliano lascia così i Reds dopo otto anni..

#### Al-Ahli
Il 4 luglio 2023 viene ingaggiato dall’Al-Ahli, squadra neopromossa nella massima serie saudita con cui sottoscrive un contratto triennale. L'11 agosto debutta in campionato e mette a segno le sue prime tre reti con la nuova maglia.

### Nazionale
Il 12 novembre 2014 il CT Dunga lo fa esordire, partendo dalla panchina, nell'amichevole contro la Turchia disputatasi a Istanbul. Il 18 novembre segna il suo primo gol contro l'Austria, fissando il punteggio sul definitivo 2-1 per i verde-oro. Successivamente viene inserito nella rosa dei 23 convocati dal CT Dunga per la Copa América 2015, in Cile. Nella stessa manifestazione, realizza il gol del definitivo 2-1, su assist di Willian, a favore dei verde-oro contro il Venezuela, qualificando il Brasile ai quarti.
Dopo non avere partecipato alla Copa América dell'anno seguente, viene poi convocato per il campionato del mondo 2018, in cui va a segno nel successo per 2-0 contro il Messico agli ottavi di finale.

## Statistiche

### Presenze e reti nei club
Statistiche aggiornate al 5 maggio 2025.
| Stagione           | Squadra            | Campionato         | Campionato | Campionato | Coppe nazionali | Coppe nazionali | Coppe nazionali | Coppe continentali | Coppe continentali | Coppe continentali | Altre coppe | Altre coppe | Altre coppe | Totale | Totale |
| Stagione           | Squadra            | Comp               | Pres       | Reti       | Comp            | Pres            | Reti            | Comp               | Pres               | Reti               | Comp        | Pres        | Reti        | Pres   | Reti   |
| ------------------ | ------------------ | ------------------ | ---------- | ---------- | --------------- | --------------- | --------------- | ------------------ | ------------------ | ------------------ | ----------- | ----------- | ----------- | ------ | ------ |
| 2009               | Figueirense        | A1/CT+B            | 0+2        | 0          | -               | -               | -               | -                  | -                  | -                  | -           | -           | -           | 2      | 0      |
| 2010               | Figueirense        | A1/CT+B            | 15+36      | 4+8        | -               | -               | -               | -                  | -                  | -                  | -           | -           | -           | 51     | 12     |
| Totale Figueirense | Totale Figueirense | Totale Figueirense | 15+38      | 4+8        |                 | -               | -               |                    | -                  | -                  |             | -           | -           | 53     | 12     |
| gen.-giu. 2011     | Hoffenheim         | BL                 | 11         | 3          | CG              | 0               | 0               | -                  | -                  | -                  | -           | -           | -           | 11     | 3      |
| 2011-2012          | Hoffenheim         | BL                 | 30         | 7          | CG              | 3               | 0               | -                  | -                  | -                  | -           | -           | -           | 33     | 7      |
| 2012-2013          | Hoffenheim         | BL                 | 33+2       | 5+2        | CG              | 1               | 0               | -                  | -                  | -                  | -           | -           | -           | 36     | 7      |
| 2013-2014          | Hoffenheim         | BL                 | 33         | 16         | CG              | 4               | 6               | -                  | -                  | -                  | -           | -           | -           | 37     | 22     |
| 2014-2015          | Hoffenheim         | BL                 | 33         | 7          | CG              | 3               | 3               | -                  | -                  | -                  | -           | -           | -           | 36     | 10     |
| Totale Hoffenheim  | Totale Hoffenheim  | Totale Hoffenheim  | 140+2      | 38+2       |                 | 11              | 9               |                    | -                  | -                  |             | -           | -           | 153    | 49     |
| 2015-2016          | Liverpool          | PL                 | 31         | 10         | FACup+CdL       | 0+5             | 0               | UEL                | 13                 | 1                  | -           | -           | -           | 49     | 11     |
| 2016-2017          | Liverpool          | PL                 | 35         | 11         | FACup+CdL       | 2+4             | 0+1             | -                  | -                  | -                  | -           | -           | -           | 41     | 12     |
| 2017-2018          | Liverpool          | PL                 | 37         | 15         | FACup+CdL       | 2+0             | 1               | UCL                | 15                 | 11                 | -           | -           | -           | 54     | 27     |
| 2018-2019          | Liverpool          | PL                 | 34         | 12         | FACup+CdL       | 1+1             | 0               | UCL                | 12                 | 4                  | -           | -           | -           | 48     | 16     |
| 2019-2020          | Liverpool          | PL                 | 38         | 9          | FACup+CdL       | 2+0             | 0               | UCL                | 8                  | 1                  | CS+SU+Cmc   | 1+1+2       | 0+0+2       | 52     | 12     |
| 2020-2021          | Liverpool          | PL                 | 36         | 9          | FACup+CdL       | 2+0             | 0               | UCL                | 9                  | 0                  | CS          | 1           | 0           | 47     | 9      |
| 2021-2022          | Liverpool          | PL                 | 20         | 5          | FACup+CdL       | 5+3             | 1+0             | UCL                | 7                  | 5                  | -           | -           | -           | 35     | 11     |
| 2022-2023          | Liverpool          | PL                 | 25         | 11         | FACup+CdL       | 0+1             | 0               | UCL                | 8                  | 2                  | CS          | 1           | 0           | 35     | 13     |
| Totale Liverpool   | Totale Liverpool   | Totale Liverpool   | 256        | 82         |                 | 28              | 3               |                    | 72                 | 24                 |             | 6           | 2           | 362    | 111    |
| 2023-2024          | Al-Ahli            | SPL                | 32         | 9          | KC              | 2               | 0               | -                  | -                  | -                  | -           | -           | -           | 34     | 9      |
| 2024-2025          | Al-Ahli            | SPL                | 17         | 5          | KC              | 1               | 0               | ACL                | 12                 | 6                  | SS          | 1           | 1           | 31     | 12     |
| Totale Al Ahli     | Totale Al Ahli     | Totale Al Ahli     | 49         | 14         |                 | 3               | 0               |                    | 12                 | 6                  |             | 1           | 1           | 65     | 21     |
| Totale carriera    | Totale carriera    | Totale carriera    | 500        | 148        |                 | 42              | 12              |                    | 84                 | 30                 |             | 7           | 3           | 633    | 193    |

### Cronologia presenze e reti in nazionale
| Cronologia completa delle presenze e delle reti in nazionale ― Brasile | Cronologia completa delle presenze e delle reti in nazionale ― Brasile | Cronologia completa delle presenze e delle reti in nazionale ― Brasile | Cronologia completa delle presenze e delle reti in nazionale ― Brasile | Cronologia completa delle presenze e delle reti in nazionale ― Brasile | Cronologia completa delle presenze e delle reti in nazionale ― Brasile | Cronologia completa delle presenze e delle reti in nazionale ― Brasile | Cronologia completa delle presenze e delle reti in nazionale ― Brasile |
| Data                                                                   | Città                                                                  | In casa                                                                | Risultato                                                              | Ospiti                                                                 | Competizione                                                           | Reti                                                                   | Note                                                                   |
| ---------------------------------------------------------------------- | ---------------------------------------------------------------------- | ---------------------------------------------------------------------- | ---------------------------------------------------------------------- | ---------------------------------------------------------------------- | ---------------------------------------------------------------------- | ---------------------------------------------------------------------- | ---------------------------------------------------------------------- |
| 12-11-2014                                                             | Istanbul                                                               | Turchia                                                                | 0 – 4                                                                  | Brasile                                                                | Amichevole                                                             | -                                                                      | 75’                                                                    |
| 18-11-2014                                                             | Vienna                                                                 | Austria                                                                | 1 – 2                                                                  | Brasile                                                                | Amichevole                                                             | 1                                                                      | 62’                                                                    |
| 26-3-2015                                                              | Saint-Denis                                                            | Francia                                                                | 1 – 3                                                                  | Brasile                                                                | Amichevole                                                             | -                                                                      | 88’                                                                    |
| 29-3-2015                                                              | Londra                                                                 | Brasile                                                                | 1 – 0                                                                  | Cile                                                                   | Amichevole                                                             | 1                                                                      | 60’                                                                    |
| 7-6-2015                                                               | San Paolo                                                              | Brasile                                                                | 2 – 0                                                                  | Messico                                                                | Amichevole                                                             | -                                                                      | 59’                                                                    |
| 10-6-2015                                                              | Porto Alegre                                                           | Brasile                                                                | 1 – 0                                                                  | Honduras                                                               | Amichevole                                                             | 1                                                                      |                                                                        |
| 14-6-2015                                                              | Temuco                                                                 | Brasile                                                                | 2 – 1                                                                  | Perù                                                                   | Coppa America 2015 - 1º turno                                          | -                                                                      | 77’                                                                    |
| 17-6-2015                                                              | Santiago                                                               | Brasile                                                                | 0 – 1                                                                  | Colombia                                                               | Coppa America 2015 - 1º turno                                          | -                                                                      | 41’                                                                    |
| 21-6-2015                                                              | Santiago                                                               | Brasile                                                                | 2 – 1                                                                  | Venezuela                                                              | Coppa America 2015 - 1º turno                                          | 1                                                                      | 67’                                                                    |
| 27-6-2015                                                              | Concepción                                                             | Brasile                                                                | 1 – 1 dts (3 – 4 dtr)                                                  | Paraguay                                                               | Coppa America 2015 - Quarti di finale                                  | -                                                                      | 69’                                                                    |
| 8-9-2015                                                               | Foxborough                                                             | Stati Uniti                                                            | 1 – 4                                                                  | Brasile                                                                | Amichevole                                                             | -                                                                      | 46’                                                                    |
| 7-10-2016                                                              | Natal                                                                  | Brasile                                                                | 5 – 0                                                                  | Bolivia                                                                | Qual. Mondiali 2018                                                    | 1                                                                      | 67’                                                                    |
| 11-11-2016                                                             | Belo Horizonte                                                         | Brasile                                                                | 3 – 0                                                                  | Argentina                                                              | Qual. Mondiali 2018                                                    | -                                                                      | 80’                                                                    |
| 24-3-2017                                                              | Montevideo                                                             | Uruguay                                                                | 1 – 4                                                                  | Brasile                                                                | Qual. Mondiali 2018                                                    | -                                                                      | 89’                                                                    |
| 29-3-2017                                                              | San Paolo                                                              | Brasile                                                                | 3 – 0                                                                  | Paraguay                                                               | Qual. Mondiali 2018                                                    | -                                                                      | 87’                                                                    |
| 5-9-2017                                                               | Barranquilla                                                           | Colombia                                                               | 1 – 1                                                                  | Brasile                                                                | Qual. Mondiali 2018                                                    | -                                                                      | 63’                                                                    |
| 11-10-2017                                                             | San Paolo                                                              | Brasile                                                                | 3 – 0                                                                  | Cile                                                                   | Qual. Mondiali 2018                                                    | -                                                                      | 87’                                                                    |
| 14-11-2017                                                             | Londra                                                                 | Inghilterra                                                            | 0 – 0                                                                  | Brasile                                                                | Amichevole                                                             | -                                                                      | 76’                                                                    |
| 23-3-2018                                                              | Mosca                                                                  | Russia                                                                 | 0 – 3                                                                  | Brasile                                                                | Amichevole                                                             | -                                                                      | 65’                                                                    |
| 3-6-2018                                                               | Liverpool                                                              | Brasile                                                                | 2 – 0                                                                  | Croazia                                                                | Amichevole                                                             | 1                                                                      | 60’                                                                    |
| 10-6-2018                                                              | Vienna                                                                 | Austria                                                                | 0 – 3                                                                  | Brasile                                                                | Amichevole                                                             | -                                                                      | 67’                                                                    |
| 17-6-2018                                                              | Rostov sul Don                                                         | Brasile                                                                | 1 – 1                                                                  | Svizzera                                                               | Mondiali 2018 - 1º turno                                               | -                                                                      | 79’                                                                    |
| 22-6-2018                                                              | San Pietroburgo                                                        | Brasile                                                                | 2 – 0                                                                  | Costa Rica                                                             | Mondiali 2018 - 1º turno                                               | -                                                                      | 68’                                                                    |
| 2-7-2018                                                               | Samara                                                                 | Brasile                                                                | 2 – 0                                                                  | Messico                                                                | Mondiali 2018 - Ottavi di finale                                       | 1                                                                      | 86’                                                                    |
| 6-7-2018                                                               | Kazan'                                                                 | Brasile                                                                | 1 – 2                                                                  | Belgio                                                                 | Mondiali 2018 - Quarti di finale                                       | -                                                                      | 58’                                                                    |
| 8-9-2018                                                               | East Rutherford                                                        | Stati Uniti                                                            | 0 – 2                                                                  | Brasile                                                                | Amichevole                                                             | 1                                                                      | 75’                                                                    |
| 16-10-2018                                                             | Gedda                                                                  | Brasile                                                                | 1 – 0                                                                  | Argentina                                                              | Amichevole                                                             | -                                                                      |                                                                        |
| 16-11-2018                                                             | Londra                                                                 | Brasile                                                                | 1 – 0                                                                  | Uruguay                                                                | Amichevole                                                             | -                                                                      |                                                                        |
| 20-11-2018                                                             | Milton Keynes                                                          | Brasile                                                                | 1 – 0                                                                  | Camerun                                                                | Amichevole                                                             | -                                                                      | 46’                                                                    |
| 23-3-2019                                                              | Porto                                                                  | Brasile                                                                | 1 – 1                                                                  | Panama                                                                 | Amichevole                                                             | -                                                                      | 60’                                                                    |
| 26-3-2019                                                              | Praga                                                                  | Rep. Ceca                                                              | 1 – 3                                                                  | Brasile                                                                | Amichevole                                                             | 1                                                                      | 87’                                                                    |
| 9-6-2019                                                               | Porto Alegre                                                           | Brasile                                                                | 7 – 0                                                                  | Honduras                                                               | Amichevole                                                             | 1                                                                      | 55’                                                                    |
| 14-6-2019                                                              | San Paolo                                                              | Brasile                                                                | 3 – 0                                                                  | Bolivia                                                                | Coppa America 2019 - 1º turno                                          | -                                                                      | 65’                                                                    |
| 18-6-2019                                                              | Salvador                                                               | Brasile                                                                | 0 – 0                                                                  | Venezuela                                                              | Coppa America 2019 - 1º turno                                          | -                                                                      |                                                                        |
| 22-6-2019                                                              | San Paolo                                                              | Perù                                                                   | 0 – 5                                                                  | Brasile                                                                | Coppa America 2019 - 1º turno                                          | 1                                                                      |                                                                        |
| 27-6-2019                                                              | Porto Alegre                                                           | Brasile                                                                | 0 – 0 (4 – 3 dtr)                                                      | Paraguay                                                               | Coppa America 2019 - Quarti di finale                                  | -                                                                      | 47’                                                                    |
| 2-7-2019                                                               | Belo Horizonte                                                         | Brasile                                                                | 2 – 0                                                                  | Argentina                                                              | Coppa America 2019 - Semifinale                                        | 1                                                                      |                                                                        |
| 7-7-2019                                                               | Rio de Janeiro                                                         | Brasile                                                                | 3 – 1                                                                  | Perù                                                                   | Coppa America 2019 - Finale                                            | -                                                                      | 75’                                                                    |
| 7-9-2019                                                               | Miami Gardens                                                          | Brasile                                                                | 2 – 2                                                                  | Colombia                                                               | Amichevole                                                             | -                                                                      | 83’                                                                    |
| 10-9-2019                                                              | Los Angeles                                                            | Brasile                                                                | 0 – 1                                                                  | Perù                                                                   | Amichevole                                                             | -                                                                      | 63’                                                                    |
| 10-10-2019                                                             | Singapore                                                              | Brasile                                                                | 1 – 1                                                                  | Senegal                                                                | Amichevole                                                             | 1                                                                      | 59’                                                                    |
| 13-10-2019                                                             | Singapore                                                              | Brasile                                                                | 1 – 1                                                                  | Nigeria                                                                | Amichevole                                                             | -                                                                      | 62’                                                                    |
| 15-11-2019                                                             | Riyad                                                                  | Brasile                                                                | 0 – 1                                                                  | Argentina                                                              | Amichevole                                                             | -                                                                      |                                                                        |
| 19-11-2019                                                             | Abu Dhabi                                                              | Brasile                                                                | 3 – 0                                                                  | Corea del Sud                                                          | Amichevole                                                             | -                                                                      | 84’                                                                    |
| 9-10-2020                                                              | San Paolo                                                              | Brasile                                                                | 5 – 0                                                                  | Bolivia                                                                | Qual. Mondiali 2022                                                    | 2                                                                      | 71’                                                                    |
| 13-10-2020                                                             | Lima                                                                   | Perù                                                                   | 2 – 4                                                                  | Brasile                                                                | Qual. Mondiali 2022                                                    | -                                                                      |                                                                        |
| 13-11-2020                                                             | San Paolo                                                              | Brasile                                                                | 1 – 0                                                                  | Venezuela                                                              | Qual. Mondiali 2022                                                    | 1                                                                      |                                                                        |
| 17-11-2020                                                             | Montevideo                                                             | Uruguay                                                                | 0 – 2                                                                  | Brasile                                                                | Qual. Mondiali 2022                                                    | -                                                                      |                                                                        |
| 4-6-2021                                                               | Porto Alegre                                                           | Brasile                                                                | 2 – 0                                                                  | Ecuador                                                                | Qual. Mondiali 2022                                                    | -                                                                      | 76’                                                                    |
| 8-6-2021                                                               | Asunción                                                               | Paraguay                                                               | 0 – 2                                                                  | Brasile                                                                | Qual. Mondiali 2022                                                    | -                                                                      | 73’                                                                    |
| 17-6-2021                                                              | Rio de Janeiro                                                         | Brasile                                                                | 4 – 0                                                                  | Perù                                                                   | Coppa America 2021 - 1º turno                                          | -                                                                      | 72’                                                                    |
| 23-6-2021                                                              | Rio de Janeiro                                                         | Brasile                                                                | 2 – 1                                                                  | Colombia                                                               | Coppa America 2021 - 1º turno                                          | 1                                                                      | 46’                                                                    |
| 27-6-2021                                                              | Goiânia                                                                | Brasile                                                                | 1 – 1                                                                  | Ecuador                                                                | Coppa America 2021 - 1º turno                                          | -                                                                      | 63’                                                                    |
| 2-7-2021                                                               | Rio de Janeiro                                                         | Brasile                                                                | 1 – 0                                                                  | Cile                                                                   | Coppa America 2021 - Quarti di finale                                  | -                                                                      | 46’                                                                    |
| 10-7-2021                                                              | Rio de Janeiro                                                         | Argentina                                                              | 1 – 0                                                                  | Brasile                                                                | Coppa America 2021 - Finale                                            | -                                                                      | 46’                                                                    |
| Totale                                                                 |                                                                        | Presenze                                                               | 55                                                                     |                                                                        | Reti                                                                   | 17                                                                     |                                                                        |

## Palmarès

### Club

#### Competizioni nazionali
- Campionato inglese: 1

Liverpool: 2019-2020
- Coppa di Lega inglese: 1

Liverpool: 2021-2022
- Coppa d'Inghilterra: 1

Liverpool: 2021-2022
- Community Shield: 1

Liverpool: 2022

#### Competizioni internazionali
- UEFA Champions League: 1

Liverpool: 2018-2019
- Supercoppa UEFA: 1

Liverpool: 2019
- Coppa del mondo per club: 1

Liverpool: 2019
- AFC Champions League Elite: 1

Al-Ahli: 2024-2025

### Nazionale
- Coppa America: 1

Brasile 2019

### Individuale
- Squadra della stagione della UEFA Champions League: 1

2017-2018
- Miglior giocatore dell'AFC Champions League Elite: 1

2024-2025